# Lijst van personen overleden in november 2022
Dit is een lijst van bekende personen die zijn overleden in november 2022.

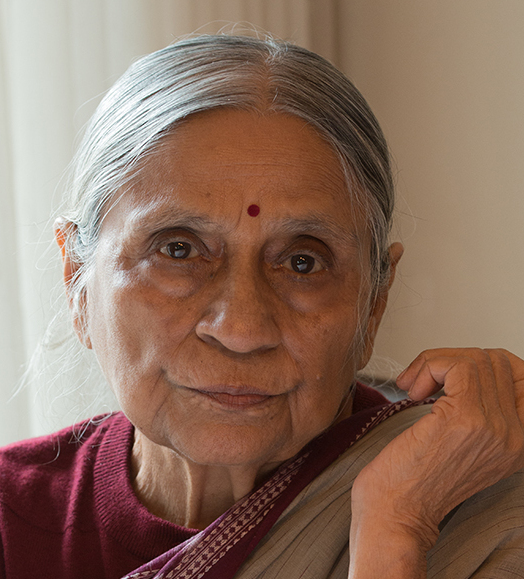
Ela Bhatt
2 november

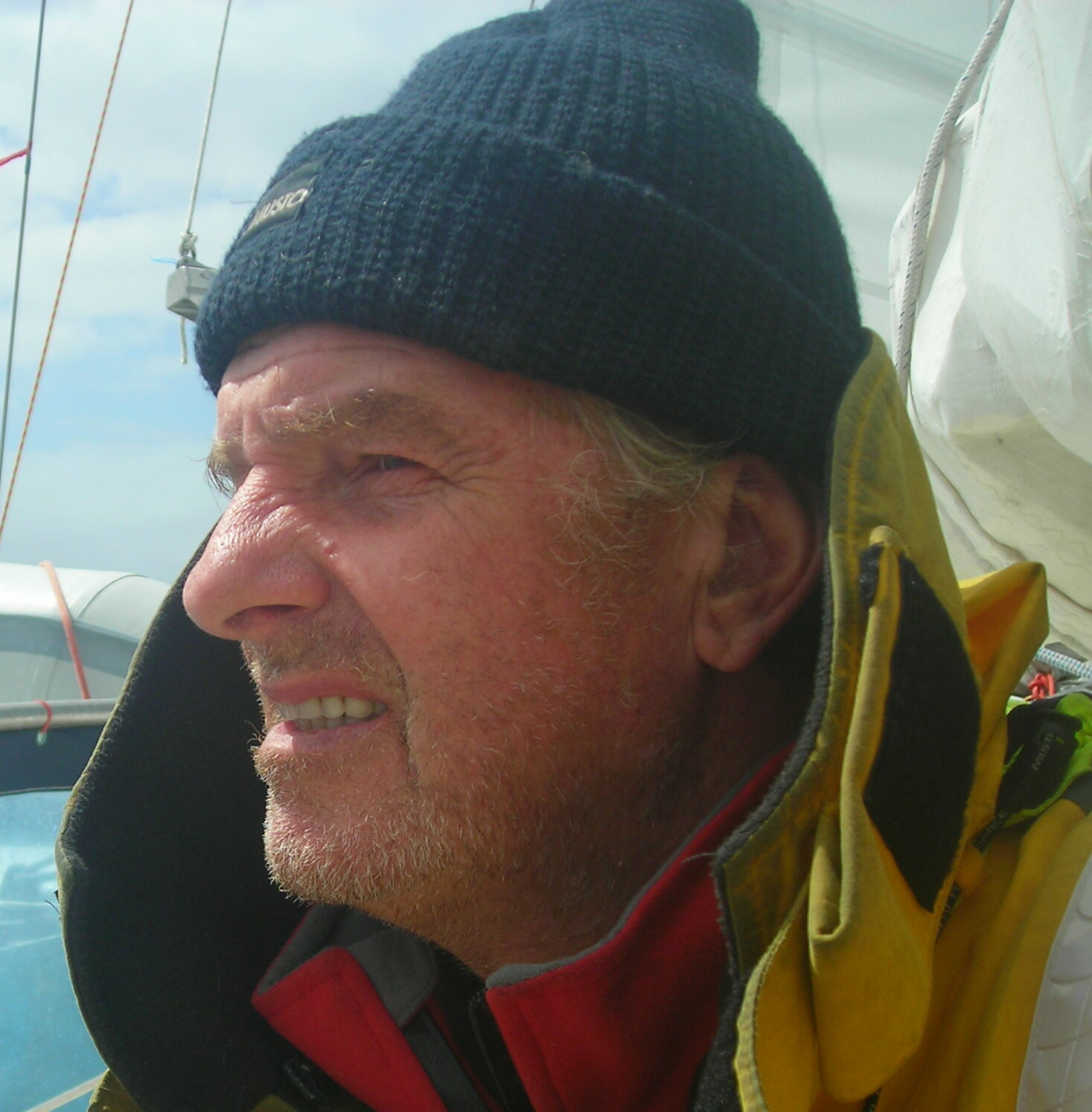
Henk de Velde
3 november

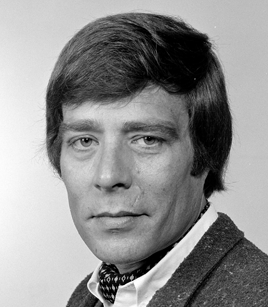
Hein van Nievelt
5 november

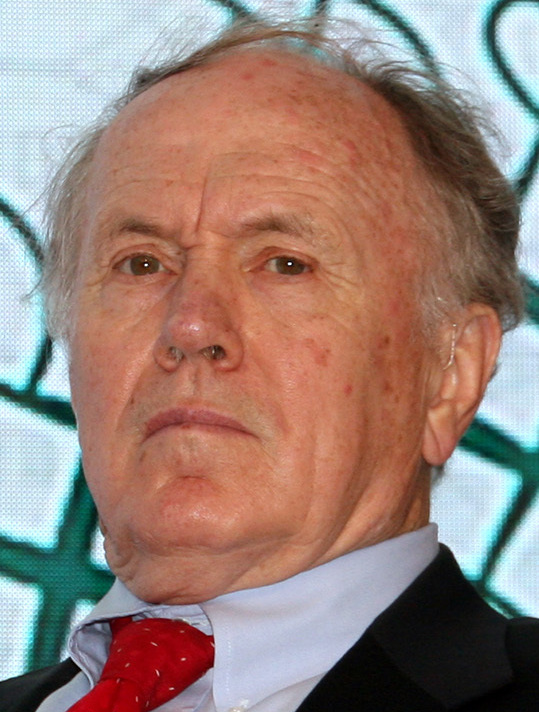
Edward Prescott
6 november

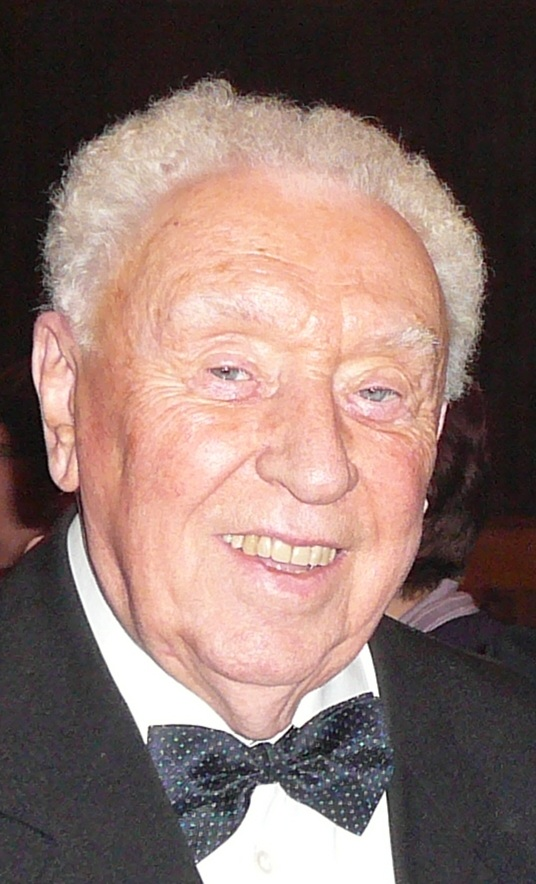
Will Ferdy
8 november

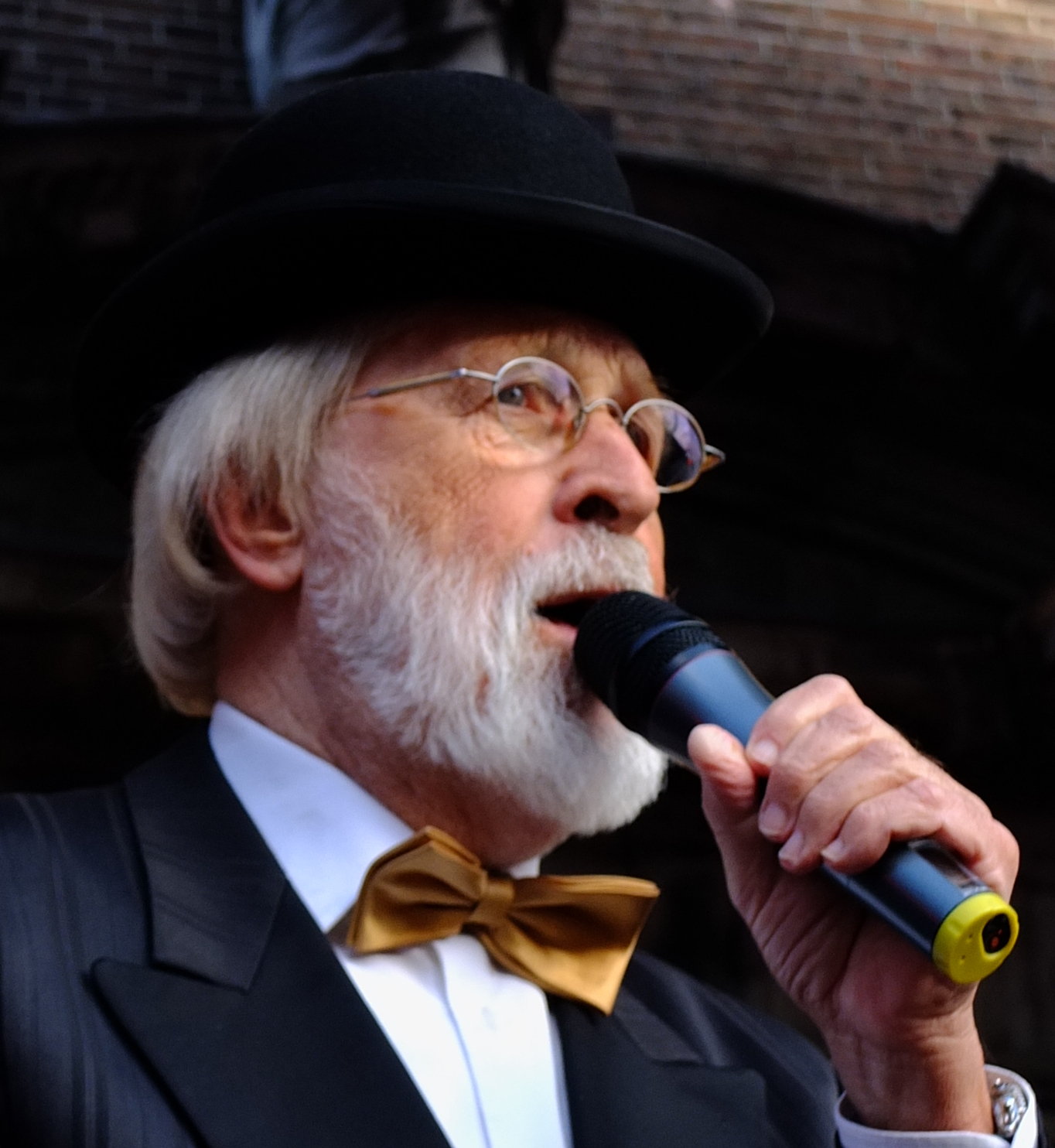
Pierre Kartner
8 november

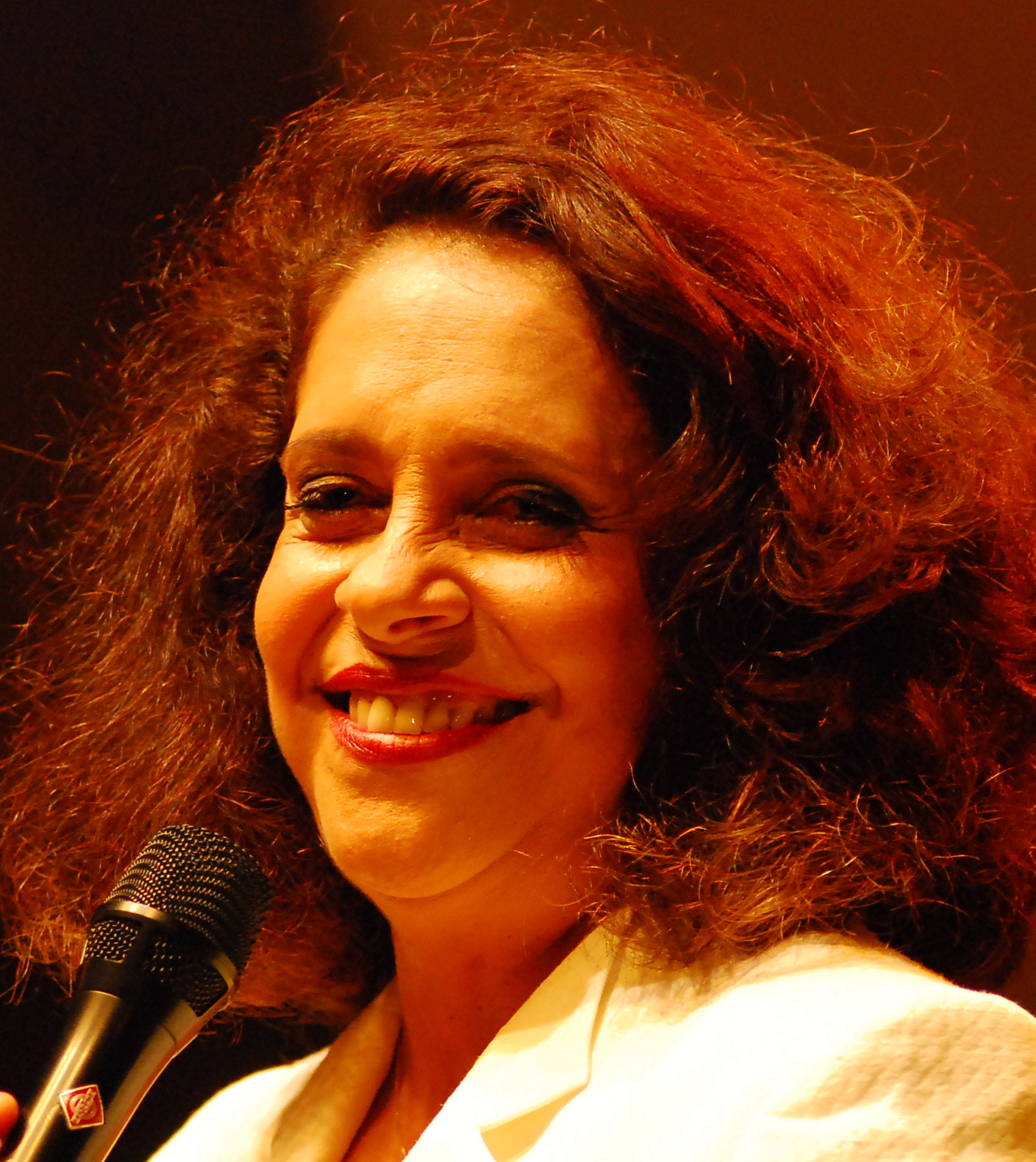
Gal Costa
9 november

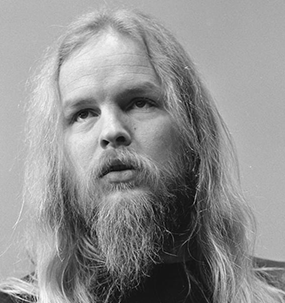
Chris Koerts
10 november

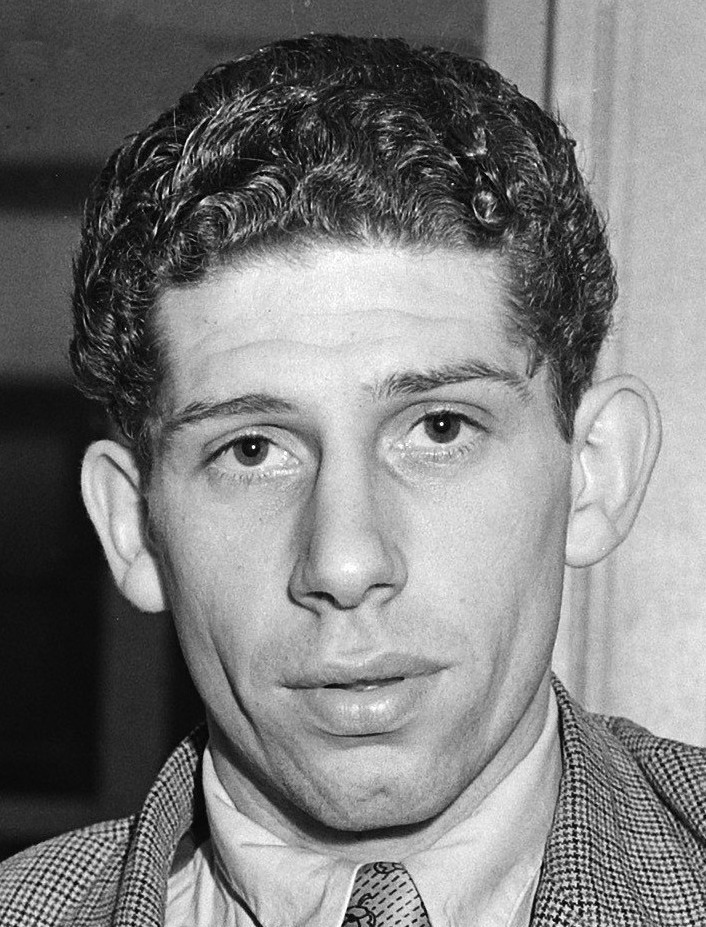
Cor van der Gijp
12 november

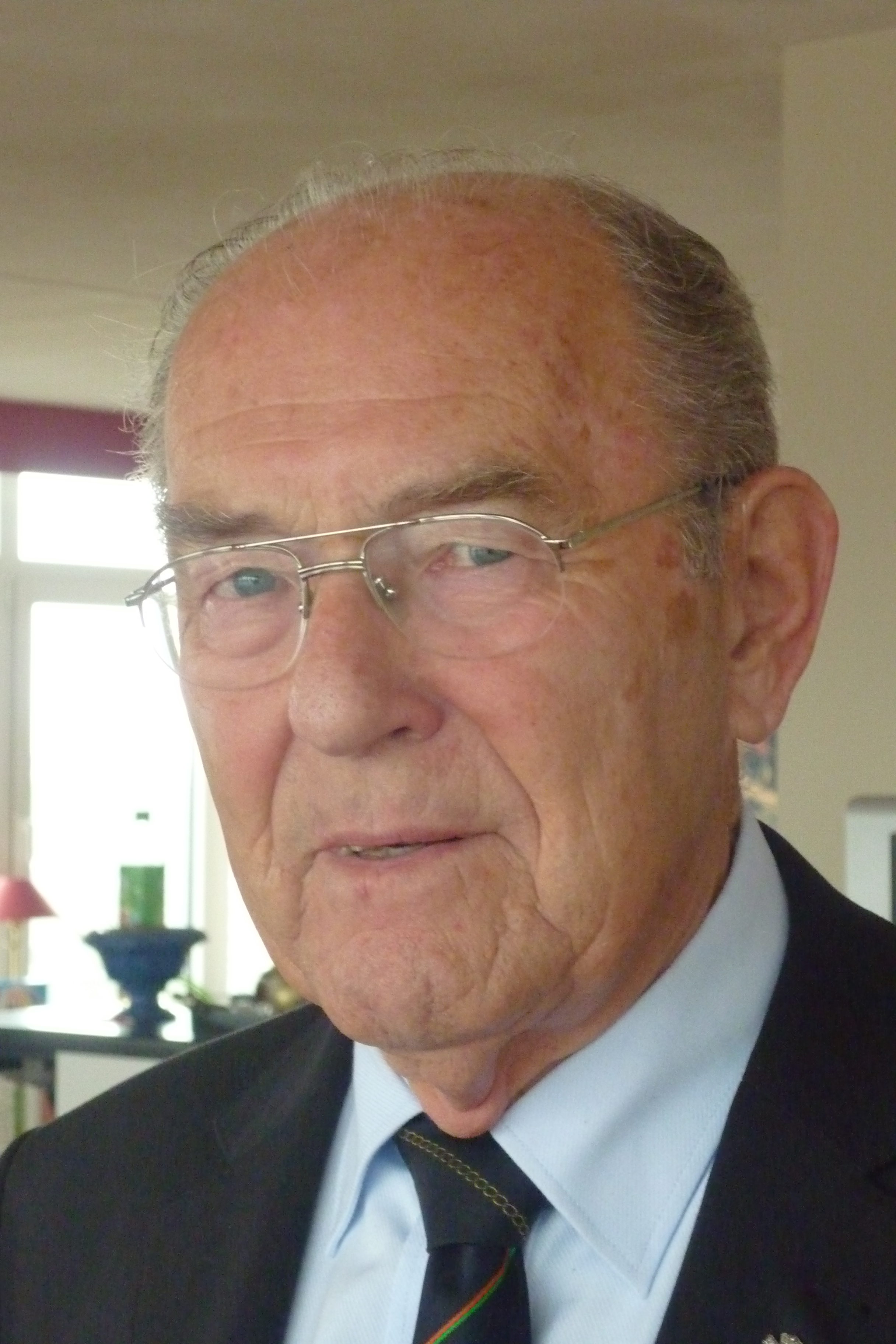
Rudi Hemmes
13 november

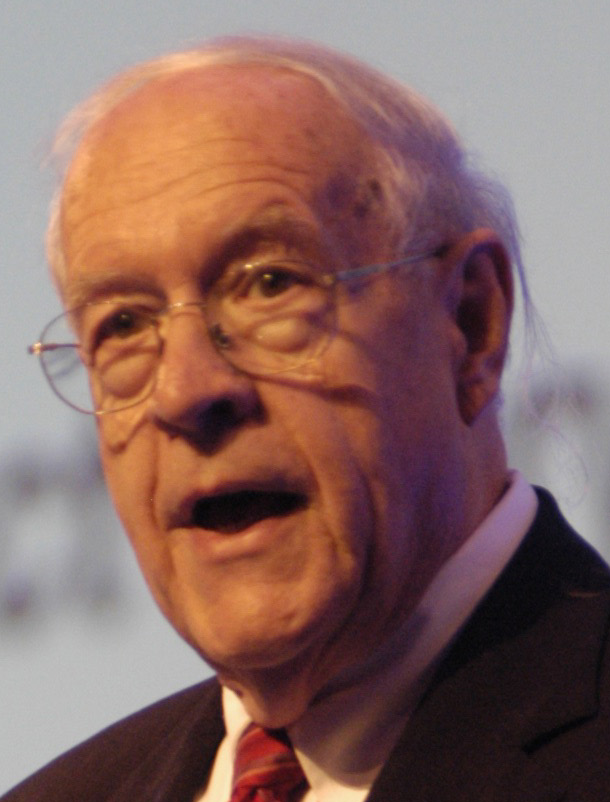
Frederick Brooks
17 november

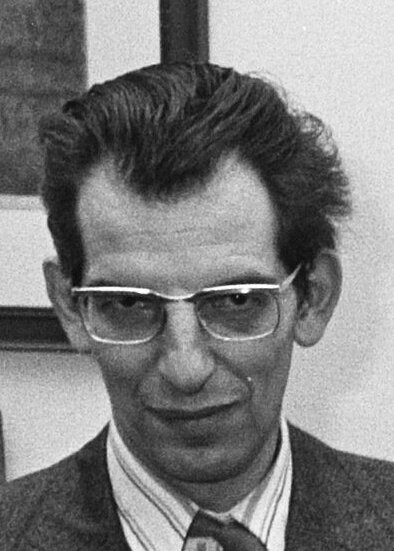
Piet Buijnsters
17 november

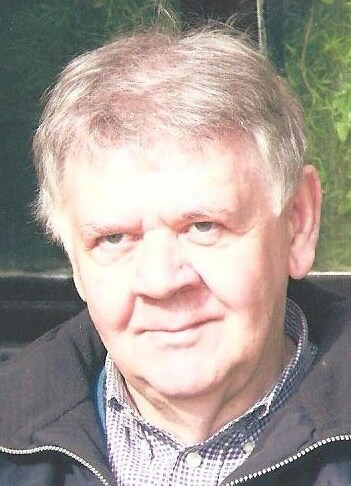
Hans Devroe
22 november

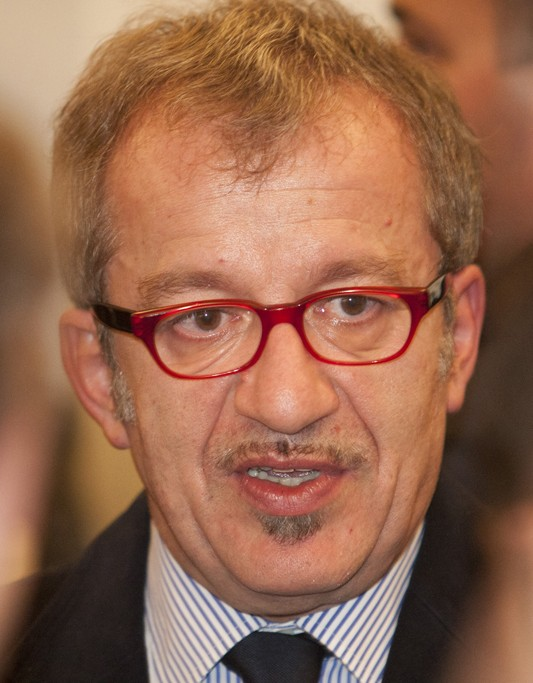
Roberto Maroni
22 november

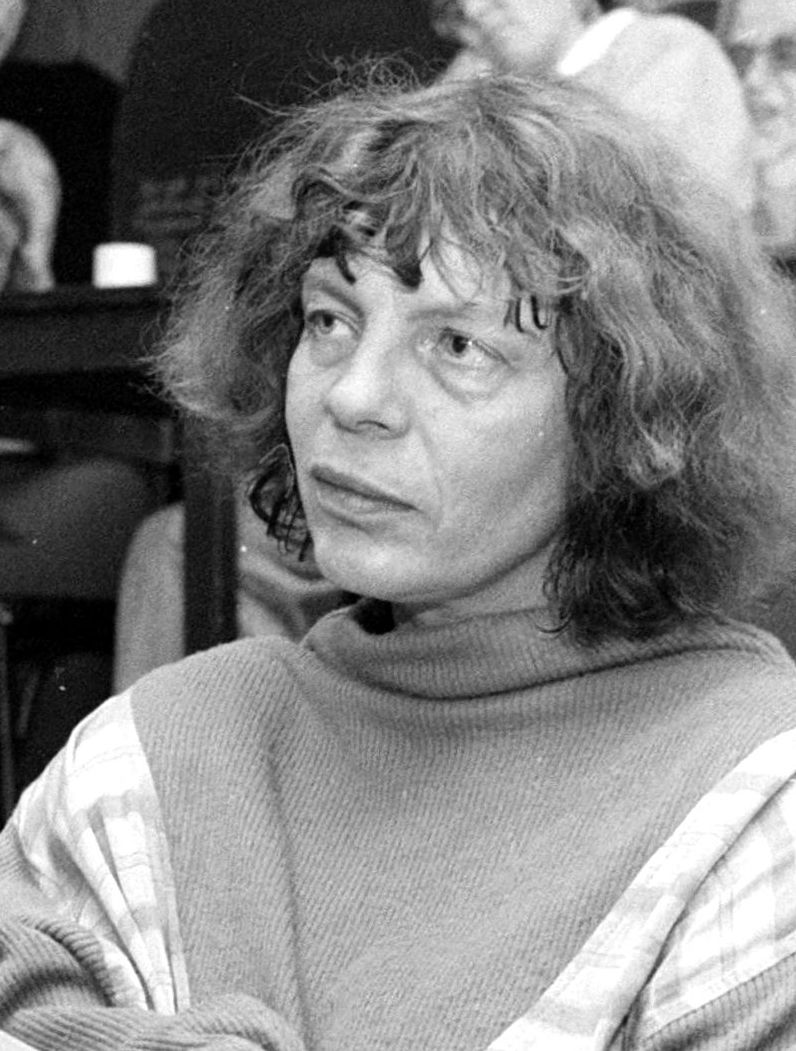
Hannemieke Stamperius
22 november

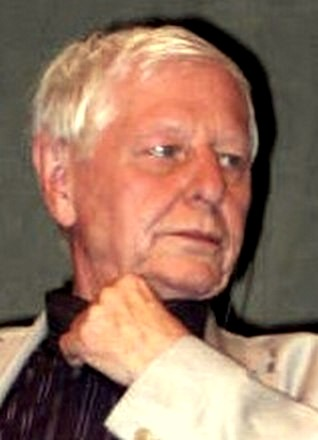
Hans Magnus Enzensberger
24 november

Irene Cara
25 november

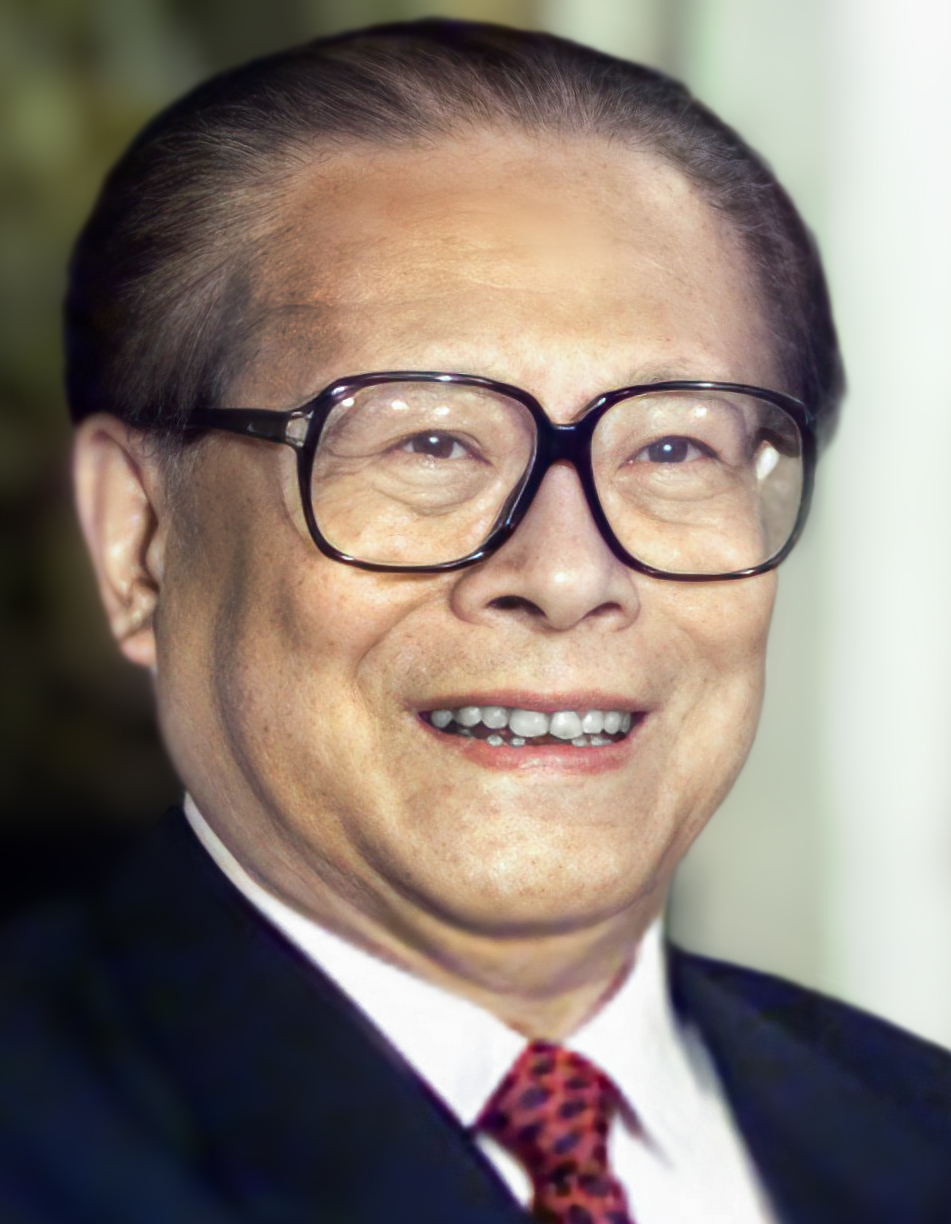
Jiang Zemin
30 november

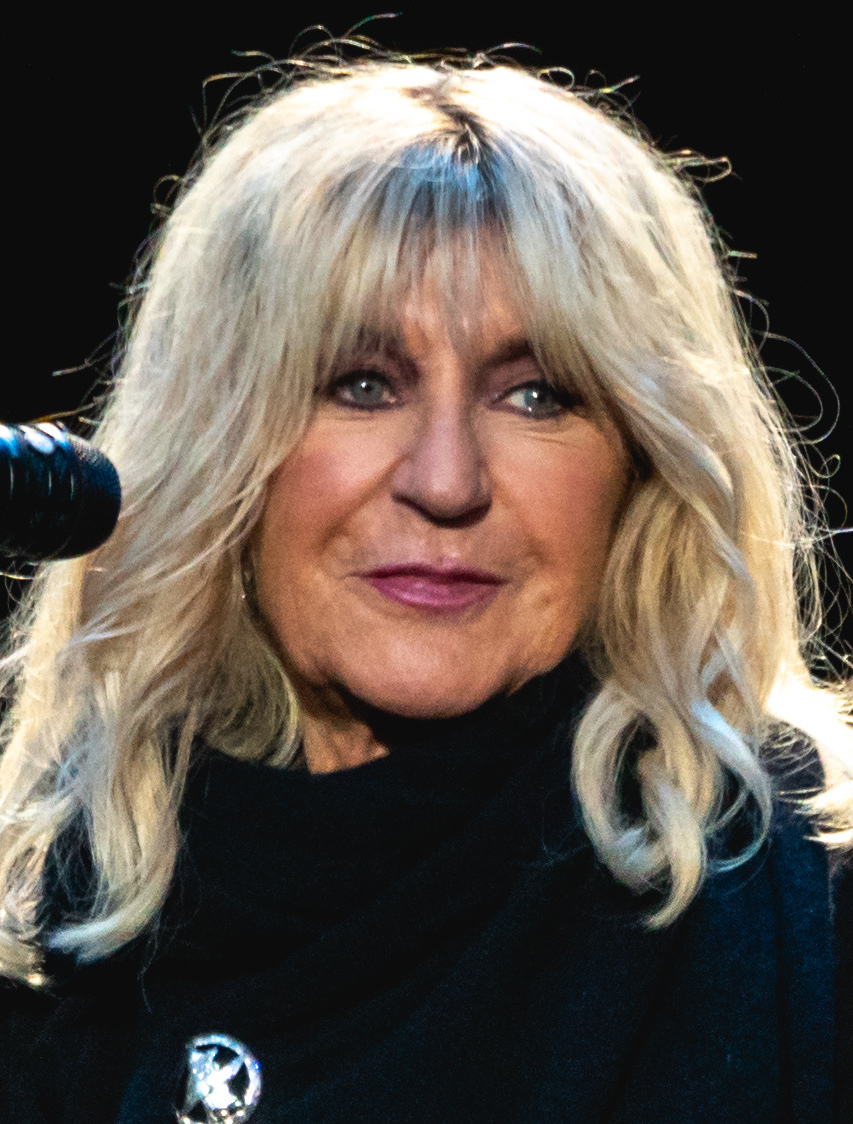
Christine McVie
30 november

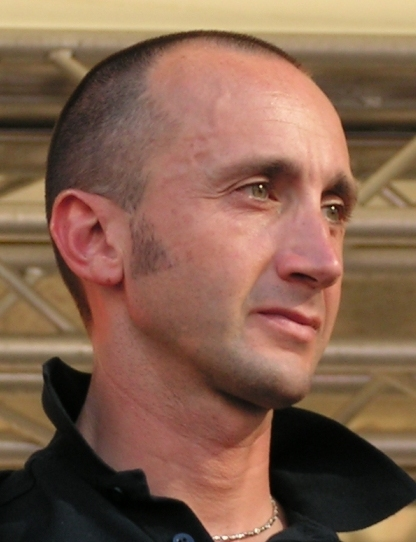
Davide Rebellin
30 november

| 1 | 2 | 3 | 4 | 5 | 6 | 7 | 8 | 9 | 10 | 11 | 12 | 13 | 14 | 15 | 16 | 17 | 18 | 19 | 20 | 21 | 22 | 23 | 24 | 25 | 26 | 27 | 28 | 29 | 30 |
| - | - | - | - | - | - | - | - | - | -- | -- | -- | -- | -- | -- | -- | -- | -- | -- | -- | -- | -- | -- | -- | -- | -- | -- | -- | -- | -- |

### 1 november
- Marten Burkens (87), Nederlands jurist en politicus[1]
- Moshe Ha-Elion (97), Israëlisch schrijver en Holocaustoverlevende[2]
- John Raymond Henry (79), Amerikaans beeldhouwer[3][4]
- Takeoff (Kirshnik Khari Ball) (28), Amerikaans rapper[5]
- Oswald Van Ooteghem (98), Belgisch politicus[6]
- Jan Snoeks (90), Nederlands voetballer[7]

### 2 november
- Ela Bhatt (89), Indiaas vakbondsleidster, filantroop en sociaal activiste[8]
- Jaap R. Bruijn (84), Nederlands maritiem historicus en auteur[9][10]
- Leo Delcroix (72), Belgisch politicus[11]
- Mauro Forghieri (87), Italiaans werktuigbouwkundig ingenieur[12]

### 3 november
- Frans Diekstra (85), Nederlands anglist[13]
- Gerd Dudek (84), Duits jazzsaxofonist en -fluitist[14]
- Douglas McGrath (64), Amerikaans scenarioschrijver, filmregisseur en acteur[15]
- Francis Rion (89), Belgisch voetbalscheidsrechter[16]
- Henk de Velde (73), Nederlands zeezeiler[17][18]

### 4 november
- Alice Estes Davis (93), Amerikaans kostuumontwerpster[19]
- Nicole Josy (76), Belgisch zangeres[20]
- Igor Sypniewski (47), Pools voetballer[21]

### 5 november
- Daniele Barioni (92), Italiaans operazanger[22]
- Aaron Carter (34), Amerikaans zanger[23]
- Tyrone Downie (66), Jamaicaans toetsenist en pianist[24]
- Valère Gustin (98), Belgisch kunstschilder[25]
- Irene Kaufer (72), Belgisch-Pools feministisch schrijfster en activiste[26]
- Petr Kolman (85), Slowaakse componist, muziekpedagoog en muziekredacteur[27]
- Carmelo La Bionda (73), Italiaans zanger[28]
- Carmelo Mifsud Bonnici (89), Maltees politicus, premier 1984-1987[29]
- Hein van Nievelt (80), Nederlands presentator[30]
- Mimi Parker (55), Amerikaans zangeres, songwriter en drumster[31]
- Bill Treacher (92), Brits acteur[32]

### 6 november
- Robert Merkoelov (91), Russisch schaatser[33]
- Edward Prescott (81), Amerikaans econoom[34]
- Hurricane G (Gloria Rodríguez) (52), Amerikaans rapster[35]

### 7 november
- Jeff Cook (73), Amerikaans muzikant[36]
- Chrysostomos II van Cyprus (81), Cypriotisch aartsbisschop[37]
- Cornelius Kolig (80), Oostenrijks kunstenaar[38]
- Leslie Phillips (98), Brits acteur[39]
- Jan Vermaat (83), Nederlands kunstenaar[40]

### 8 november
- Will Ferdy (95), Belgisch zanger[41]
- Claes-Göran Hederström (77), Zweeds zanger[42]
- Pierre Kartner (Vader Abraham) (87), Nederlands zanger, componist en muziekproducent[43]
- Dan McCafferty (76), Brits zanger[44]
- Garry Roberts (72), Iers muzikant[45]

### 9 november
- Gal Costa (77), Braziliaans zangeres[46]
- Keith Farmer (35), Brits motorcrosser[47]
- Mattis Hætta (63), Noors zanger[48]
- Werner Schulz (72), Duits burgerrechtenactivist en politicus[49]

### 10 november
- Henry Anglade (89), Frans wielrenner[50]
- Kevin Conroy (66), Amerikaans acteur en stemacteur[51]
- Chris Koerts (74), Nederlands gitarist, componist en muziekproducent[52]
- Juan Carlos Orellana (67), Chileens voetballer[53]
- Frank Prihoda (101), Tsjechisch-Australisch alpineskiër[54]
- Walter Schröder (89), Duits roeier[55]
- Nik Turner (82), Brits muzikant[56]

### 11 november
- John Aniston (89), Grieks-Amerikaans acteur[57]
- Jacques De Coster (77), Belgisch politicus[58]
- Keith Levene (65), Brits gitarist en componist[59]
- Rab Noakes (75), Brits muzikant[60]
- Klaas Samplonius (75), Nederlands journalist en presentator[61]

### 12 november
- Gene Cipriano (94), Amerikaans jazzmuzikant en studiomuzikant[62]
- Budd Friedman (90), Amerikaans komiek en filmproducent[63]
- Cor van der Gijp (91), Nederlands voetballer[64]
- Wilma Marijnissen (60), Nederlands kunstenares[65]
- Merhan Karimi Nasseri (76), Iraans asielzoeker[66]

### 13 november
- Erwin Brentjens (69), Belgisch politicus[67]
- Colin Campbell (91), Iers geoloog[68]
- Rudi Hemmes (99), Nederlands Engelandvaarder[69]
- Theo Kleindijk (84), Nederlands voetballer en voetbaltrainer[70]
- Marcelle Lévaz (111), Belgisch supereeuwelinge[71]
- Bert Sitters (80), Nederlands zwemmer[72]

### 14 november
- Werner Franke (82), Duits bioloog[73]
- Karel Hille (77), Nederlands journalist, schrijver en producent[74]
- Virginia McLaurin (113), Amerikaans supereeuwelinge[75]
- Adam Zieliński (91), Pools advocaat, ombudsman en politicus[76]

### 15 november
- Leen Droppert (92), Nederlands beeldend kunstenaar[77]
- Johan Hamel (42), Frans voetbalscheidsrechter[78]
- Pierre de Lagarde (90), Frans journalist en televisiemaker[79]
- Jimmy O'Rourke (76), Schots voetballer[80]
- Marcus Sedgwick (54), Brits schrijver en illustrator[81]

### 16 november
- Nicki Aycox (47), Amerikaans actrice[82]
- Bjørn Brinck-Claussen (80), Deens schaker[83]
- Stanley Brown (84), Curaçaos politiek activist[84]
- Robert Clary (96), Frans-Amerikaans acteur[85]
- Mick Goodrick (77), Amerikaans jazzgitarist[86]
- Johannes Mendlik (87), Nederlands jurist[87]

### 17 november
- Frederick Brooks (91), Amerikaans computerwetenschapper[88]
- Piet Buijnsters (89), Nederlands literatuurwetenschapper en boekhistoricus[89]
- Azio Corghi (85), Italiaans componist[90]
- Aleksandr Gorsjkov (76), Russisch kunstschaatser[91]
- Ken Mansfield (85), Amerikaans platenproducent[92]
- Gerhard Rodax (57), Oostenrijks voetballer[93]
- B. Smyth (28), Amerikaans zanger[94]
- Tomás Svoboda (82), Tsjechisch-Amerikaans componist, muziekpedagoog en dirigent[95]

### 18 november
- Tom Rice (101), Amerikaans oorlogsveteraan[96]
- Ned Rorem (99), Amerikaans componist en schrijver[97]

### 19 november
- Greg Bear (71), Amerikaans sciencefictionschrijver[98]
- Jason David Frank (49), Amerikaans acteur[99]

### 20 november
- Hebe de Bonafini (93), Argentijns mensenrechtactiviste[100]
- Joyce Bryant (95), Amerikaans zangeres[101]
- Andreas De Leenheer (81), Belgisch bioloog en hoogleraar[102]
- Hédi Fried (98), Zweeds-Roemeens auteur en psycholoog[103]
- Roland Storme (88), Belgisch voetballer[104][105]

### 21 november
- Wilko Johnson (75), Brits gitarist, zanger, songwriter en acteur[106]
- Marijane Meaker (95), Amerikaans auteur[107]
- Kálmán Mészöly (81), Hongaars voetballer[108]
- E.P. Sanders (85), Amerikaans theoloog[109]

### 22 november
- Albert Blankert (82), Nederlands kunsthistoricus[110]
- Hans Devroe (83), Belgisch schrijver[111]
- Roberto Maroni (67), Italiaans politicus[112]
- Pablo Milanés (79), Cubaans zanger en dichter[113]
- Hannemieke Stamperius (79), Nederlands auteur en feministe[114]
- Jan Vandermeulen (84), Belgisch voetbalbestuursvoorzitter[115]

### 23 november
- Paula D'Hondt (96), Belgisch politica[116]
- Gerard Hirs (88), Nederlands hoogleraar[117]
- Shel MacRae (77), Brits zanger en gitarist[118]

### 24 november
- Hans Magnus Enzensberger (93), Duits schrijver, dichter, vertaler en redacteur[119]
- André Malherbe (66), Belgisch motorcrosscoureur[120]
- Issei Sagawa (73), Japans kannibaal[121]
- Börje Salming (71), Zweeds ijshockeyspeler[122]

### 25 november
- Irene Cara (63), Amerikaans zangeres en actrice[123]
- Karel Oomen (89), Belgisch worstelaar[124]
- Stella Oosterhof-Priest (88), Nederlands-Curaçaos radiomaker[125]

### 26 november
- Henrie Adams (63), Nederlands dirigent[126]
- Fernando Gomes (66), Portugees voetballer[127]
- David Ray Griffin (83), Amerikaans schrijver, filosoof en theoloog[128]
- Vladimir Makej (64), Wit-Russisch politicus[129]
- Emiel Meeus (93), Belgisch politicus[130]
- Louise Tobin (104), Amerikaans jazzzangeres[131]
- Harry Vandermeulen (93), Belgisch politicus[132][133]
- Constant van Waterschoot (82), Nederlands politicus[134]

### 27 november
- Richard Baawobr (63), Ghanees kardinaal[135]
- Wim Cornelis (84), Nederlands hockeybestuurder[136]
- Gerwin Hoekstra (30), Nederlands organist[137]
- Maurice Norman (88), Engels voetballer[138]

### 28 november
- Ad Bos (83), Nederlands sportbestuurder en -ondernemer[139]
- George Groenendaal (George La Costa) (85), Nederlands zanger[140]
- Cliff Emmich (85), Amerikaans acteur[141]
- Clarence Gilyard jr. (66), Amerikaans acteur[142]
- Lorg (66), Belgisch striptekenaar[143]
- Donald McEachin (61), Amerikaans politicus[144]
- Dragan Samardžić (76), Joegoslavisch voetballer[145]
- Jan Steinhauser (78), Nederlands roeier[146][147]

### 29 november
- Andrés Balanta (22), Colombiaans voetballer[148]
- Peter Diepenhorst (80), Nederlands burgemeester[149]
- Brad William Henke (56), Amerikaans acteur[150]
- Jos Huypens (74), Belgisch journalist, redacteur, docent en auteur[151]

### 30 november
- Meinhard von Gerkan (87), Duits architect[152]
- Murray Halberg (89), Nieuw-Zeelands atleet[153]
- Jiang Zemin (96), Chinees politicus[154]
- Christine McVie (79), Brits zangeres, songwriter en toetseniste[155]
- Lex Mulder (89), Nederlands geoloog en dammer[156]
- Davide Rebellin (51), Italiaans wielrenner[157]
- Fred van der Weij (61), Nederlands uitvinder[158]

### Datum onbekend
- Klaas Justus de Vries (62), Nederlands voetballer[159]
- Ton Sprangers (65), Nederlands voetballer[160]

januari ·
februari ·
maart ·
april ·
mei ·
juni ·
juli ·
augustus ·
september ·
oktober ·
november ·
december
1900 ·
1901 ·
1902 ·
1903 ·
1904 ·
1905 ·
1906 ·
1907 ·
1908 ·
1909 ·
1910 ·
1911 ·
1912 ·
1913 ·
1914 ·
1915 ·
1916 ·
1917 ·
1918 ·
1919 ·
1920 ·
1921 ·
1922 ·
1923 ·
1924 ·
1925 ·
1926 ·
1927 ·
1928 ·
1929 ·
1930 ·
1931 ·
1932 ·
1933 ·
1934 ·
1935 ·
1936 ·
1937 ·
1938 ·
1939 ·
1940 ·
1941 ·
1942 ·
1943 ·
1944 ·
1945 ·
1946 ·
1947 ·
1948 ·
1949 ·
1950 ·
1951 ·
1952 ·
1953 ·
1954 ·
1955 ·
1956 ·
1957 ·
1958 ·
1959 ·
1960 ·
1961 ·
1962 ·
1963 ·
1964 ·
1965 ·
1966 ·
1967 ·
1968 ·
1969 ·
1970 ·
1971 ·
1972 ·
1973 ·
1974 ·
1975 ·
1976 ·
1977 ·
1978 ·
1979 ·
1980 ·
1981 ·
1982 ·
1983 ·
1984 ·
1985 ·
1986 ·
1987 ·
1988 ·
1989 ·
1990 ·
1991 ·
1992 ·
1993 ·
1994 ·
1995 ·
1996 ·
1997 ·
1998 ·
1999 ·
2000 ·
2001 ·
2002 ·
2003 ·
2004 ·
2005 ·
2006 ·
2007 ·
2008 ·
2009 ·
2010 ·
2011 ·
2012 ·
2013 ·
2014 ·
2015 ·
2016 ·
2017 ·
2018 ·
2019 ·
2020 ·
2021 ·
2022 ·
2023 ·
2024 ·
2025